# Adria
Adria este o comună din provincia Rovigo, regiunea Veneto, Italia, cu o populație de 18.643 locuitori (1 ianuarie 2023) și o suprafață de 113,39 km².

## Demografie
Adria - evoluția demografică

|  | Graficele sunt indisponibile din cauza unor probleme tehnice. Mai multe informații se găsesc la Phabricator și la wiki-ul MediaWiki. |

Date: Recensăminte sau birourile de statistică - grafică realizată de Wikipedia

## Obiective turistice
În oraș se află un muzeu arheologic.

## Personalități
- Nello Santi (n. 1931), dirijor italian